# 涂鉉
涂鉉（1510年—？），字廷舉，江西南昌府豐城縣人，軍籍，明朝政治人物。

## 生平
嘉靖十三年（1534年）甲午科江西鄉試第四十四名舉人。嘉靖二十三年（1544年）中式甲辰科會試第四十二名，登第二甲第一名進士。历官礼部署员外郎，二十七年九月坐事调降外任。历任高邮州同知、德庆州知州、重庆府知府。

## 家族
曾祖涂具鑑；祖父涂質循；父涂朝寧，壽官。母熊氏。严侍下。